# 東京都薬剤師会
公益社団法人東京都薬剤師会（こうえきしゃだんほうじんとうきょうとやくざいしかい、英称: Tokyo Pharmaceutical Association）は、東京都の薬剤師を会員とする公益法人。略称は都薬 (とやく)。

## 本部・衛生試験場所在地
〒101-0054 東京都千代田区神田錦町1-21

## 地区及び職域薬剤師会
- 千代田区
- 日本橋
- 京橋
- 港区
- 新宿区
- 文京区
- 下谷
- 浅草
- 墨田区
- 江東区
- 品川
- 荏原
- 目黒区
- 大田区
- 世田谷
- 玉川砧
- 渋谷区
- 中野区
- 杉並区
- 豊島区
- 北区
- 荒川区
- 板橋区
- 練馬区
- 足立区
- 葛飾区
- 江戸川区
- 西多摩
- 八王子
- 南多摩
- 町田
- 京王
- 府中
- 多摩中央
- 北多摩
- 武蔵野
- 三鷹
- 西武
- 病院
- 都立病院関連施設
- 大正製薬
- 佐藤製薬
- エスエス製薬